# Dan Olaru
Dan Olaru (ur. 11 listopada 1996 w Kiszyniowie) – mołdawski łucznik.
Łucznictwo zaczął uprawiać w 2008 roku. Jego trenerem jest Irina Cecanova.
Brał udział w igrzyskach w 2012, na których zajął 9. miejsce w zawodach indywidualnych. W rundzie rankingowej zdobył 654 punkty, w wyniku czego został rozstawiony na 47. pozycji. W pierwszej rundzie pokonał 6:5 rozstawionego na 18. miejscu Amerykanina Jake′a Kaminskiego. W drugiej rundzie wygrał 7:1 z rozstawionym na 50. miejscu Brytyjczykiem Simonem Terrym. W trzeciej rundzie (⅛ finału) przegrał 1:7 z Koreańczykiem Kim Bub-minem. Był najmłodszym łucznikiem i Mołdawianinem na tych igrzyskach oraz chorążym mołdawskiej kadry. Na igrzyska zakwalifikował się w maju 2012 po zajęciu 3. miejsca w turnieju kwalifikacyjnym.
W 2013 zdobył brąz na halowych mistrzostwach Europy do lat 20 oraz wygrał puchar Europy pobijając rekord kraju z wynikiem 1356 punktów.